# Jakub Kwon Sang-yeon
Jakub Kwon Sang-yeon (kor. 권상연 야고보; ur. 1751 w Jinsan w Korei; zm. 8 grudnia 1791 w Jeonju) – koreański męczennik, błogosławiony Kościoła katolickiego.
Kwon Sang-yeon urodził się w Jinsan w ówczesnej koreańskiej prowincji Jeolla w 1751 r. Z wiarą katolicką zapoznał go jego kuzyn Paweł Yun Ji-chung około 1787 r. Po przyjęciu chrztu Jakub Kwon Sang-yeon poświęcił się nauczaniu religii katolickiej.
W 1790 r. wikariusz apostolski Pekinu Alexandre de Gouvea wydał dekret zakazujący obrzędów kultu przodków. W związku z tym Paweł Yun Ji-chung razem ze Jakubem Kwon Sang-yeon spalili tabliczkę przodka. Latem następnego roku, po śmierci matki Pawła Yun Ji-chung, dokonali oni ceremonii pogrzebowej – zgodnie z jej życzeniem – według obrzędu katolickiego, a nie konfucjańskiego. Wkrótce po tym rozeszła się wieść, że Jakub Kwon Sang-yeon i Paweł Yun Ji-chung nie przestrzegają rytuałów pogrzebowych związanych z kultem przodków oraz że spalili tabliczkę przodka. Wywołało to wściekłość na dworze królewskim. Wydano rozkaz ich aresztowania. Na wieść o tym ukryli się oni w prowincji Chungcheong – Jakub Kwon Sang-yeon w Hansan, a Paweł Yun Ji-chung w Gwangchoen. W związku z tym zamiast nich aresztowano wuja Pawła Yun Ji-chung. Gdy dowiedzieli się o tym, Jakub Kwon Sang-yeon i Paweł Yun Ji-chung sami oddali się w ręce władz około połowy października 1791 r. Początkowo próbowano namówić ich do wyrzeczenia się wiary. W związku z odmową zostali przekazani do biura gubernatora Jeonju, gdzie próbowano bezskutecznie różnymi sposobami (w tym torturami) zmusić ich do zdradzenia nazwisk innych katolików oraz wyrzeczenia się wiary. Gubernator wysłał o tym sprawozdanie na dwór królewski, gdzie ministrowie zdecydowali, że obaj katolicy powinni zostać straceni, na co następnie zgodę wydał król. Zaraz po dotarciu wyroku do Jeonju Paweł Yun Ji-chung i Jakub Kwon Sang-yeon zostali zabrani za południową bramę miasta i ścięci 8 grudnia 1791 r. Ich rodziny musiały czekać 9 dni na otrzymanie zgody na zabranie i pochówek ich ciał. Zaskoczył ich fakt, że pomimo upływu kilku dni ciała męczenników wyglądały tak, jakby dopiero co zostali ścięci.
Jakuba Kwon Sang-yeon beatyfikował papież Franciszek 16 sierpnia 2014 roku w grupie 124 męczenników koreańskich.
Wspominany jest 31 maja z grupą 124 męczenników koreańskich.